# Ivan Hariš
Ivan Hariš, partizansko ime Ilija Gromovnik, hrvaški komunist, general, španski borec, prvoborec, partizan, pisatelj in narodni heroj, * 17. november 1903; † 1989.

## Življenjepis
Generalmajor JLA Gromovnik je v Kanadi, Mehiki, Panami, Kolumbiji, Ekvadorju in Argentini sodeloval pri razvoju komunističnih gibanj. V španski državljanski vojni je sodeloval od leta 1936; sprva kot diverzant, nato pa kot poročnik v poveljstvu internacionalne brigade.
Med drugo svetovno vojno je bil poveljnik diverzantske sekcije pri GŠ NOV in POH.
25. septembra 1944 je bil proglašen za narodnega heroja.

## Dela
- Diverzant
- Dnevnik diverzantskih akcija u Hrvatskoj